# Apollo 15

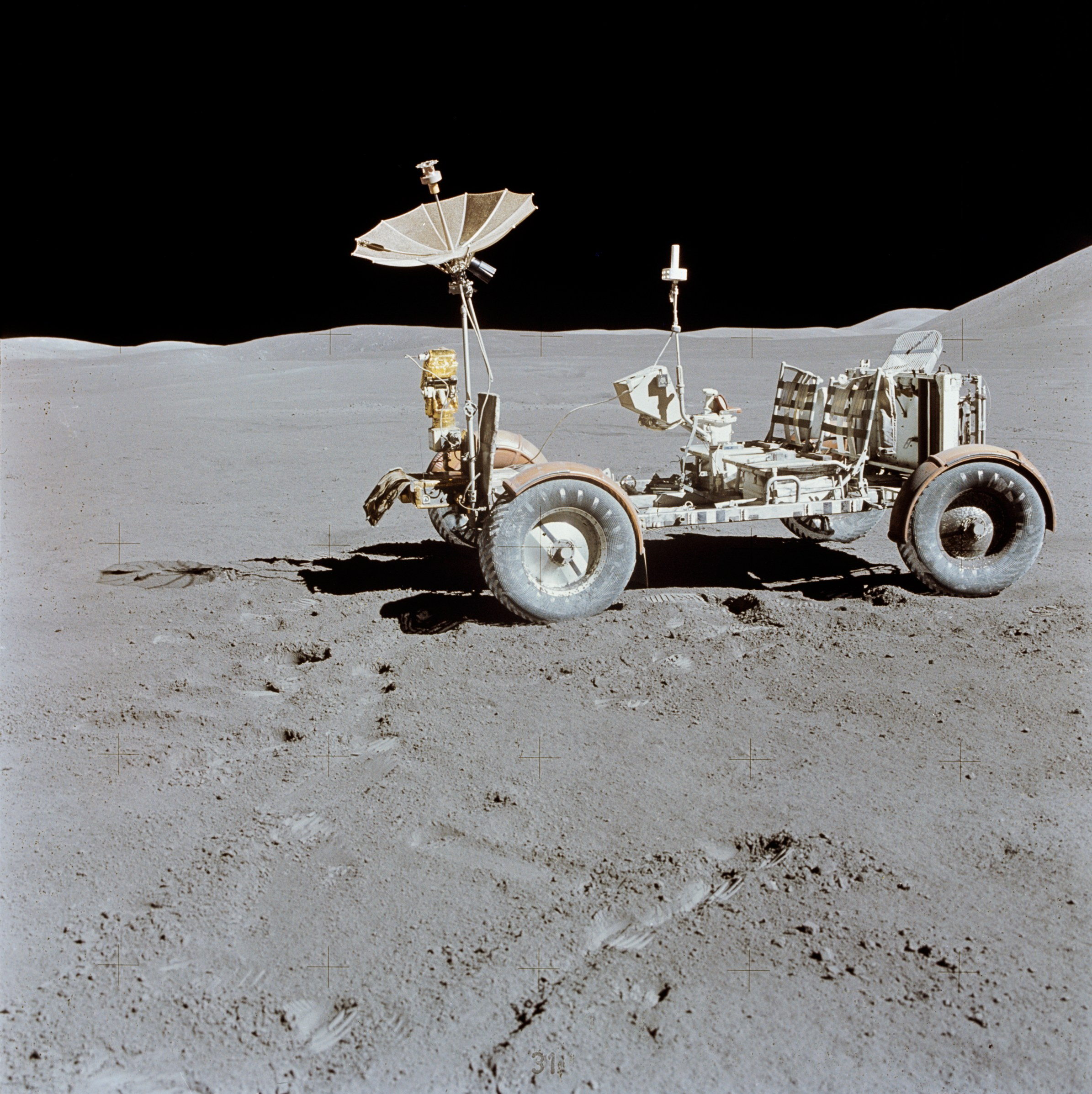
Månbilen var till stor nytta under de 3 dagarna - det hade varit omöjligt att gå några längre sträckor i de tunga rymddräkterna. Idag står månbilen kvar på samma ställe som på bilden, platsen där den parkerades före avfärden.

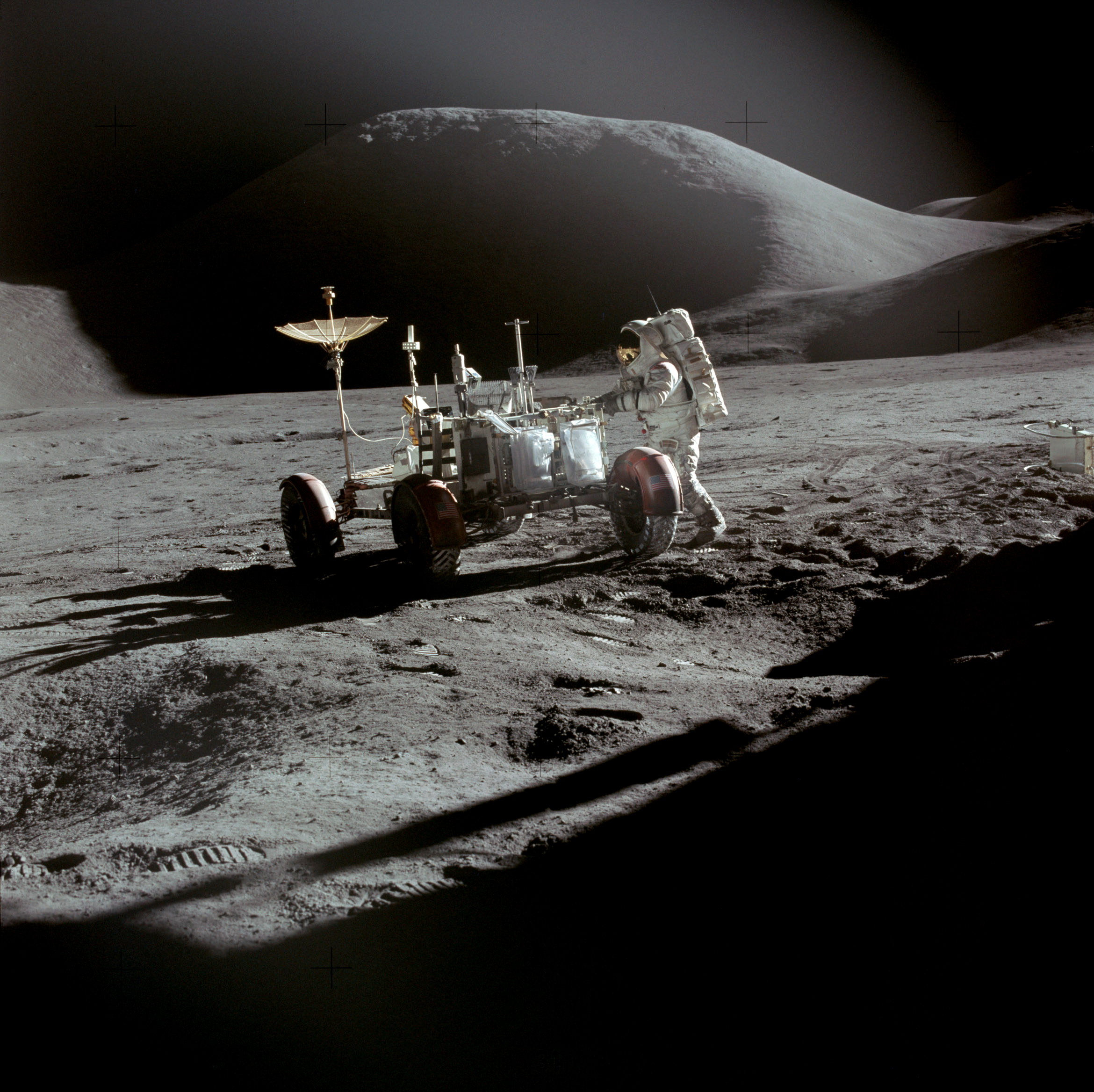
James B. Irwin och månbilen med Mons Hadley i bakgrunden

Apollo 15 var den nionde bemannade rymdfärden i Apolloprogrammet och den fjärde gången som människan landade på månen.
Den sköts upp från John F. Kennedy Space Center den 26 juli 1971 och den 30 juli landade två av de tre besättningsmännen på månytan, norr om berget Mons Hadley Delta i bergskedjan Montes Apenninus.
Befälhavare David Scott och månlandarens pilot James B. Irwin stannade sammanlagt 3 dagar på månen, därav 18 och en halv timme utanför modulen. Med hjälp av ett fordon, månbilen, kunde de också ta sig längre bort från månlandaren än som hade varit möjligt tidigare. Sammanlagt samlade de ihop 77 kilo sten och sand. På den andra turen hittades vid foten av Mons Hadley den så kallade Genesis Rock, en sten som har uppskattats vara 4 miljarder år gammal.
Medan Scott och Irwin befann sig på månens yta stannade Alfred Worden kvar i kommandomodulen Endeavor och använde diverse instrument, bland annat en spektrometer, för att ta reda på mer om månen.
Till skillnad från tidigare uppdrag lades större vikt vid vetenskaplig forskning än som hade varit fallet tidigare. Då hade man varit tvungen att koncentrera sig på att få färden till månen, månlandningen och återresan att fungera tekniskt. De tre återvände till jorden den 7 augusti.

## Besättning
- David Scott, befälhavare
- James B. Irwin, månlandarpilot
- Alfred Worden, kommandomodulpilot

## Väckningar
Under Geminiprogrammet började NASA spela musik för besättningar och sedan Apollo 15 har man varje "morgon" väckt besättningen med ett särskilt musikstycke, särskilt utvalt antingen för en enskild astronaut eller för de förhållanden som råder.

## Media
- Video från uppskjutningen den 26 juli
- Video som visar månlandningen 30 juli
- Video från en utflykt med månbilen 1 augusti